# ImageShack
ImageShack este un site web ce oferă servicii de găzduire de imagini prin abonament. Site-ul a fost fondat în 2003 și își are sediul în Los Gatos, California. Conform Nielsen//NetRatings, ImageShack a fost al patrulea cel mai rapid ascendent brand în iulie 2006.
Site-ul se întreține în baza veniturilor obținute din reclame. În ianuarie 2014, ImageShack a anunțat că trece pe sistem de abonament, și nu va mai oferi încărcări gratuite.